# マーダー・ミステリー (映画)
『マーダー・ミステリー』（Murder Mystery）は、2019年のアメリカ合衆国のミステリーコメディ映画。監督はカイル・ニューアチェック、脚本はジェームズ・ヴァンダービルト。 出演はアダム・サンドラー、 ジェニファー・アニストン、ルーク・エヴァンズ他。
ミステリーの1つであるクローズド・サークルと呼ばれるジャンルであり、地中海クルーズの船上パーティーで起こった殺人事件を、ごく普通のアメリカ人夫婦が解決する。夫婦を演じるジェニファー・アニストンとアダム・サンドラーは2011年のラブコメディ『ウソツキは結婚のはじまり』でも共演している。
Netflixにて2019年6月14日に世界同時公開された。
続編『マーダー・ミステリー2』が2023年に配信。

## ストーリー
ニック・スピッツ（アダム・サンドラー）はニューヨークの警官で、妻のオードリー（ジェニファー・アニストン）は美容師。オードリーはニックが二人の結婚式で約束したヨーロッパ旅行をしたいと今でも思っているが、一方で決して実現することはないと諦めてもいた。
結婚15周年をお祝いする夕食の後、オードリーは旅行を予約していたことを隠していたと言うニックを前にしていた。かくして、二人はヨーロッパへと出発した。
飛行機の中で、オードリーはファーストクラスへと忍び込み、億万長者のチャールズ・キャベンディッシュに会うことになる。二人は、キャベンディッシュから船上でのパーティーに誘われるが、妻と楽しげに話していた金持ちに良い気がしなかったニックは、これを断ることにした。
ところが、現地に到着してバスツアーがいかに混雑しているかを見た後で、優雅な船上パーティーへの参列することにする。
ヨットに乗ると、ニックとオードリーはキャベンディッシュの元婚約者スージー・ナカムラ、彼のいとこトビー、女優グレース・バラード、チャールズ・ウレンガ大佐、彼のボディーガードのセルゲイ、ムンバイのマハラジャのヴィクラム・ゴヴィンダン、レースカーのドライバーであるフアン・カルロス・リベラ、そして、キャベンディッシュの叔父でありホストのマルコム・クィンスと会うことになった。 彼らは自身の財産に興味があるだけだろうと信じているクィンスは新しい妻スージーが自分の相続を受ける唯一の人となると発表した。彼が新しい遺言に署名しようとしたその時、急に明かりが消えた。そして、再び点灯すると、彼は短剣によって胸を一突きされていたのだった。
オードリーのためにNYPDの刑事であるふりをしているニックは、殺人現場に鍵をかけて部屋に戻るように、キャベンディッシュを始めとした乗船客に促し、自らも部屋に戻った。しかし、その夜遅く、自殺しているクィンスの唯一の息子であるトビーを発見することになる。モンテカルロに到着すると、ローラント・デラクロワ警部補から殺人現場にいた人々が尋問され、ニックとオードリーが容疑者に挙がることになる。
モナコグランプリで 、ニックとオードリーは彼らに質問して、自らにかけられた容疑を晴らそうとする。その夜、セルゲイは二人を自分の部屋に招き入れて、ウレンガ大佐が昏睡状態にある間にクィンスが大佐の恋人と浮気をしていたこと、その結果、死産であったが赤ん坊が生まれたことを告げる。誰かがドアをノックしたので、二人をクローゼットに隠したセルゲイであったが、セルゲイは殺害されてしまう。逃亡中、オードリーはニックが実際には刑事ではないことと前もって旅行を予約していると嘘をついたことを知り、彼への怒りからキャベンディッシュと一緒に去ってしまう。
ニックはスージーを追って図書館へ行き、そこでオードリーと再会する。彼女はキャベンディッシュも同様に建物内にいることを明らかにした。 彼らは、キャベンディッシュとスージーが未だに恋愛中で、犯人ではないかと疑う。二人は何者かから銃撃を受けるが、何とかその場を逃げ出すことに成功する。そして、リベラと偶然出会い、スージーを殺害した仮面の犯人と対峙する。
ニックとオードリーはキャベンディッシュに立ち向かうためにクィンスの邸宅に向かうが、彼は毒を飲まされて死んでいた。
二人はデラクロワ警部補と残りのゲストであるウレンガ大佐、グレース、ヴィクラム、リベラを呼び出す。ニックとオードリーは、グレースが犯人であると推理した。彼女はトビーの助けでクィンスを殺害し、結局自らも殺されることになった。グレースは、自分がクィンスの子供であること、そして彼のお金が彼女のものであることを明らかにした。 グレースは犯人であることを否定しているが、オードリーは彼女の罪を証明し、彼女は逮捕されたのだった。
ふと、ニックとオードリーはグレースが別のアリバイを持っていて、別の殺人者がいなければならないことに気付く。 彼らはリベラが彼の父親の死のためにマルメロを責めた2人目の犯人ではないかと考えた。リベラはドラクロワ警部を人質にしてパトカーで逃げるが、ニックとオードリーはカーチェイスで追跡し、パトカーに車をぶつけることでクラッシュさせドラクロワ警部補を救助した。リベラは全員を銃で脅すが、スピード違反のバスに轢かれて死んだ。
ドラクロワ警部補は二人に感謝し、ニックに刑事の推薦を約束する。
映画はニックとオードリーが伝説のオリエント急行で彼らの休暇を続けることで終わる。

## キャスト
※括弧内は日本語吹替
- ニック・スピッツ: アダム・サンドラー（森川智之） - ニューヨーク市警官でオードリーの夫。結婚15周年目。
- オードリー・スピッツ: ジェニファー・アニストン（佐々木優子） - ニックの妻。美容師。殺人ミステリー小説愛好家
- チャールズ・キャヴェンディッシュ: ルーク・エヴァンズ（東地宏樹） - 子爵の称号を持つ貴族。
- グレース・バラード: ジェマ・アータートン（甲斐田裕子） - 女優。
- マルコム・クィンス: テレンス・スタンプ（佐々木勝彦） - 老齢の億万長者。700億ドルもの財産を持つ。
- トビアス(トビー)・クィンス: デヴィッド・ウォリアムス（ボルケーノ太田） - マルコム・クィンスの一人息子。
- フアン・カルロス・リベラ: ルイス・ヘラルド・メンデス（英語版）（豊田茂） - モナコグランプリに出場するレーシングドライバー。
- ローラン・ドラクロワ: ダニー・ブーン（松山鷹志） - モナコ警察の警部補。
- スージー・ナカムラ: 忽那汐里（福原綾香） - キャヴェンディッシュの元婚約者で現在はマルコム・クィンスの妻。23歳のスキーインストラクター。東京出身。
- マハラジャ・ヴィクラム・ゴヴィンダン: アディール・アクタル（英語版）（新田英人）
- チャールズ・ウレンガ大佐: ジョン・カニ（英語版）（石原辰己） - ナミビア国防軍の大佐。爆弾テロ未遂事件でマルコムを救った過去を持つ。左目と左手を失っている。
- セルゲイ・ラジェンコ: オラフル・ダッリ・オラフソン - スペツナズ出身でウレンガ大佐のボディーガード。
- ジミー: エリック・グリフィン（英語版）（山本満太）
- ホリー: スーフィ・ブラッドショウ（英語版）
- マリソル: ニコール・ランドール・ジョンソン（英語版）
- ロレーヌ: モリーマクニー
- クライアント＃2: アンドレア・ベンドウォルド（英語版）
- ロレンゾ: ビクター・ターピン（英語版）
- スペインのアナウンサー: エレーヌ・カルドナ（フランス語版）
- イタリアのアナウンサー: マッシ・フルラン（英語版）
- スチュワーデス: ジャッキーサンドラー（中村綾）
- ツアーグループの父親: アレン・コヴァート（英語版）

### 日本語吹替版
上記以外の吹替
- 田中総一郎／山口協佳／桜岡あつこ／近内仁子／石川ひとみ／葉山翔太／樋山雄作／深川芹亜／景山梨彩／内田紳一郎／清水優譲

スタッフ
- 演出：藤本直樹
- 翻訳：池田美紀
- 録音・調整：飯野和義
- 録音スタジオ：オムニバス・ジャパン
- 制作：ACクリエイト

## 製作
2012年6月、 シャーリーズ・セロンがジェームズ・ヴァンダービルトの脚本でジョン・マッデンが監督するミステリー・コメディ 『マーダー・ミステリー』に主演することになったと報じられた。 発表の前段階で、プロジェクトはウォルト・ディズニー・スタジオが製作、 ケヴィン・マクドナルドが監督とされていた。2013年4月には、 コリン・ファース、 アダム・サンドラー、 エミリー・ブラントがキャストに加わったと報じられたが、ファースとブラントの代理人は彼らが映画に出演することを否定した。2013年9月、セロンとマッデンの両方がプロジェクトを去り、 アン・フレッチャーがTWC-Dimensionを指揮することになったことが報道された。セロンは最終的に映画のエグゼクティブプロデューサーのクレジットを受け取った。
2018年3月、サンドラーとジェニファー・アニストンが主演することとなり、2011年の映画『ウソツキは結婚のはじまり』以来の再共演となった。 カイル・ニューアチェックは、ヴァンダービルトの脚本で監督を務め、この映画はサンドラーの配給契約の一環としてNetflixで初公開された。2018年6月、 ルーク・エヴァンズ、 ジェマ・アータートン、 デヴィッド・ウォリアムス、 エリック・グリフィン、 ジョン・カニ、 忽那汐里、 ルイス・ジェラルド・メンデス、 アディール・アクタル、 オラフル・ダッリ・オラフソン、 ダニー・ブーン、 テレンス・スタンプがキャストに加わった。
映画の主要撮影は2018年6月14日にモントリオールで始まった。後半の撮影は2018年7月から、サンタ・マルゲリータ・リーグレ、 コモ湖およびミラノを含むイタリアで始まった。

## リリース
予告編は2019年4月26日にリリースされた。映画は2019年6月14日に世界中でデジタルリリースされた。

## 批評
2019年6月18日、Netflixは、3090万世帯が最初の72時間でこの映画を見たと発表した。これはNetflix史上最高の週末成績である。
レビューアグリゲータのウェブサイトRotten Tomatoesでは 、47件のレビューに基づく高評価が45％、 平均評価が4.67 / 10である。 同サイトの批判的コンセンサスは、「『マーダー・ミステリー』はジェニファー・アニストンとアダム・サンドラーを、ただの平凡な結果になるだけのつまらないコメディで再共演させた」となっている。Metacriticは、17人の批評家に基づいて、映画に100点満点中38点の加重平均スコアを割り当て、「一般的に好ましくないレビュー」を示している。